# Akis (Fluss)
Akis (altgriechisch Ἆκις), manchmal auch Acis genannt, ist ein Fluss in der griechischen Mythologie, der in der Nähe von Acireale in Sizilien verortet wird, das in der Antike ebenfalls Akis (oder Acium) hieß. Er wurde nach Akis, einem Sohn des Hirtengottes Pan, benannt.
Der Fluss Akis war wegen seiner Kälte in der Antike sprichwörtlich. Auch wenn der Fiume di Jaci heute noch öfter erwähnt wird, lässt sich seine ehemalige Lage am Ätna wegen diverser Vulkanausbrüche mit großen Lavamengen nicht mehr bestimmen.